# Чирчубевур
Чирчубевур (Кіркьюбе, Кіркебе; фар. Kirkjubøur, Kirkjubø, дан. Kirkebø) — село, розташоване на острові Стреймой, одному з островів Фарерського архіпелагу. У Середньовіччі мала статус релігійної та культурної столиці Фарерських островів. На території села розташована найбільша ферма архіпелагу, а також одні із найстаріших будівель — середньовічні храми і житлові приміщення.

## Назва
Назва села означає «ферма з церквою» і вперше зустрічається в джерелах 1584 року в даніфікованих формах Kirckeby і Kircke Boe gaardt. Історичний аналіз топонімічних матеріалів показав, що назви фарерських населених пунктів, які мають у складі елемент «-bø», з самого початку прив'язувалися до ферм із найбільшою кількістю земель. Місцеві жителі також називають сучасне поселення Хайма-оа-Гарі (фар. Heima á Garði).

## Географія

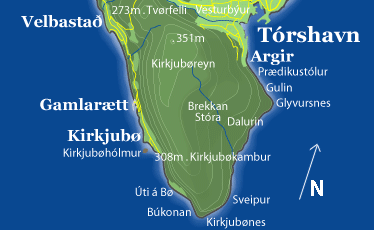
Карта південного краю острова Стреймой

## Галерея

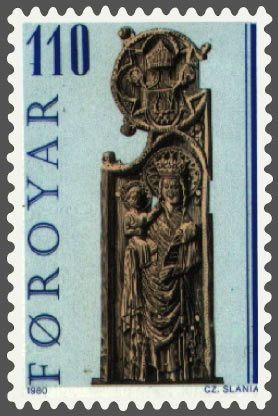
Середньовічні різьблені торці лави з церкви Святого Олафа
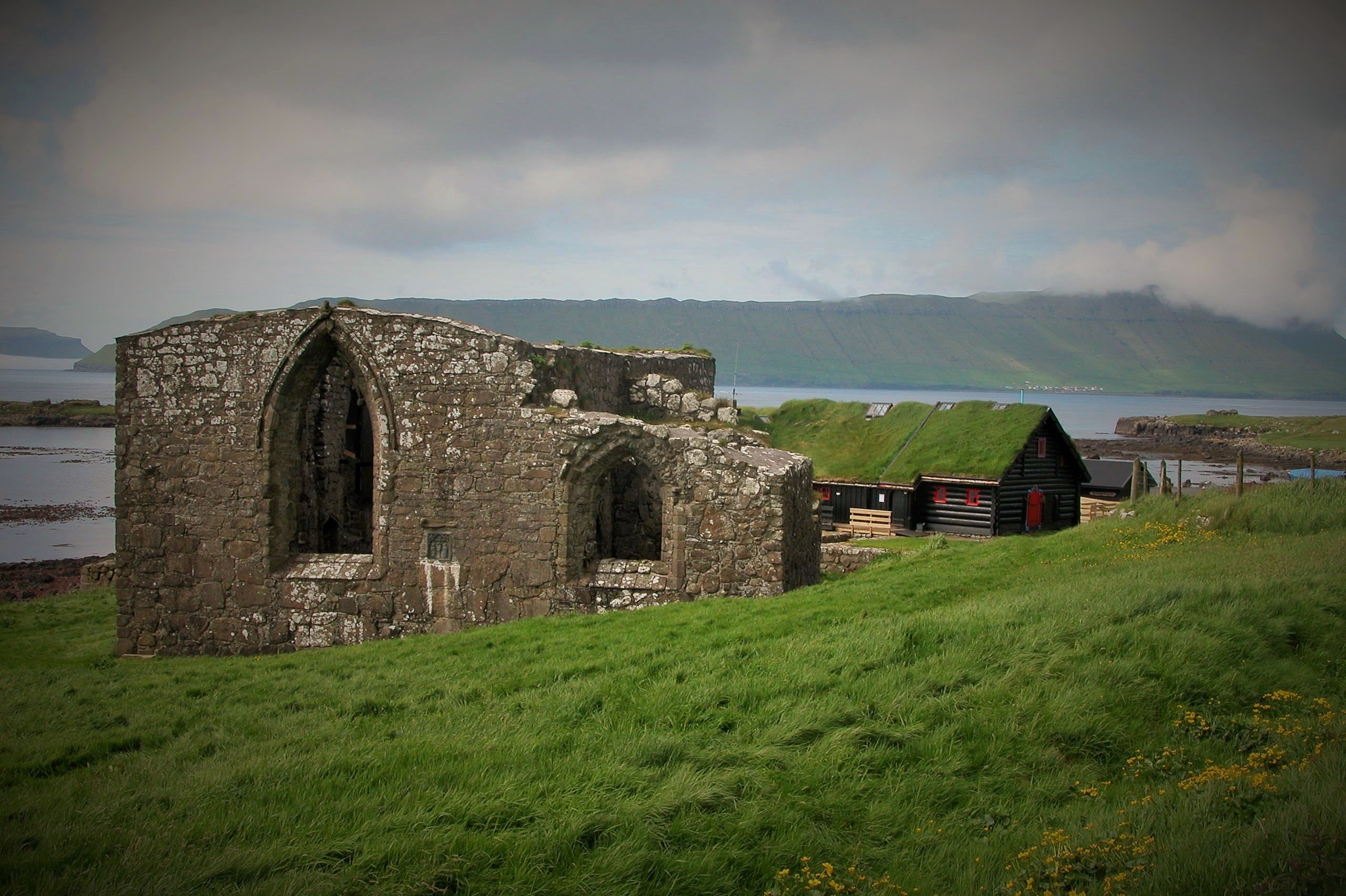
Руїни собору Магнуса
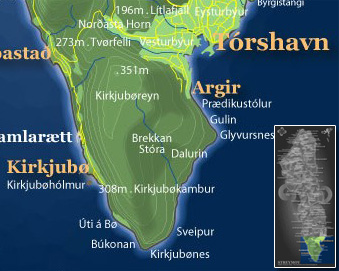
Мапа, на якій показано розташування Чирчубевур на острові Стреймой
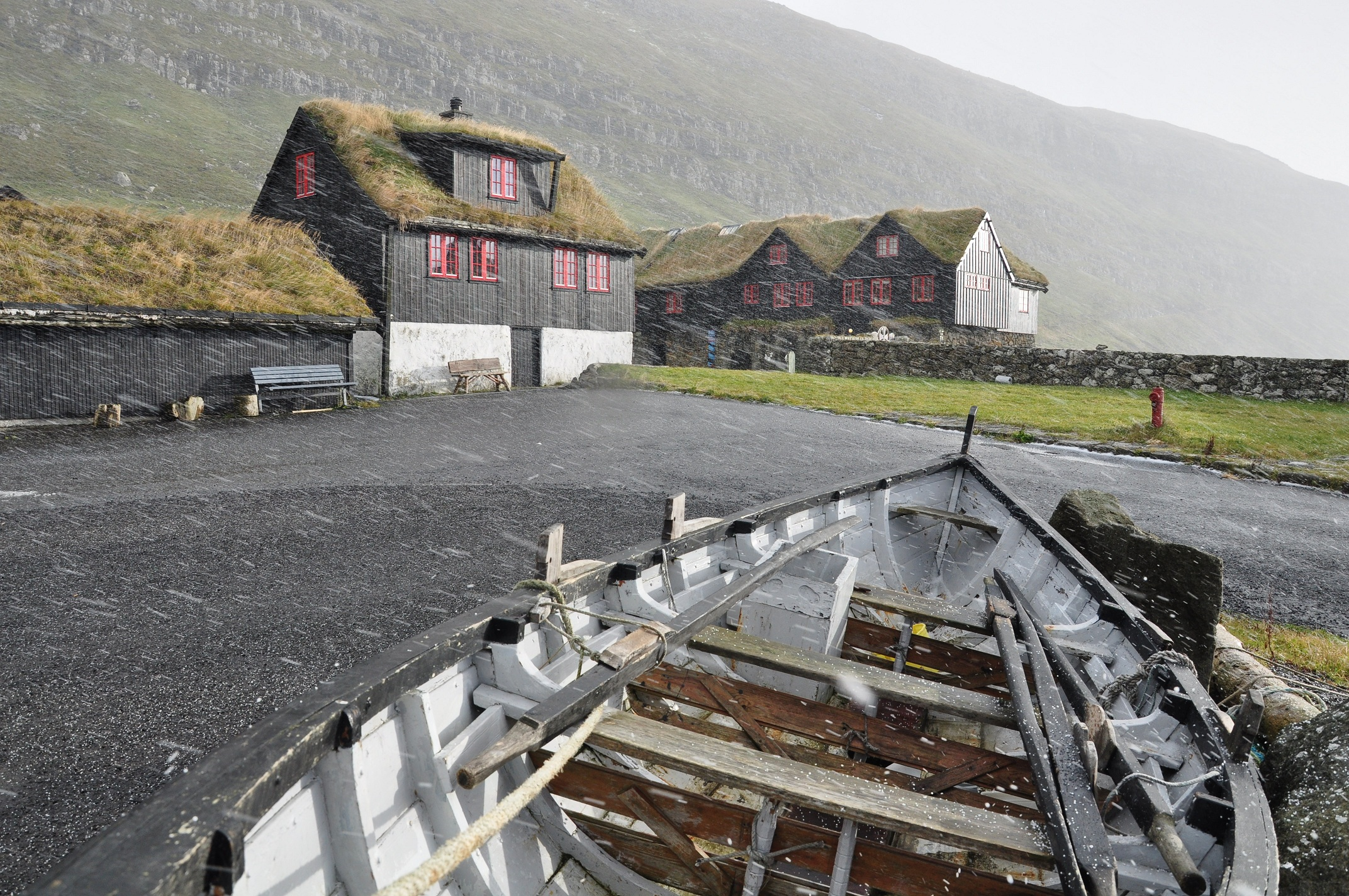
Хуртовина в Чирчубевуре
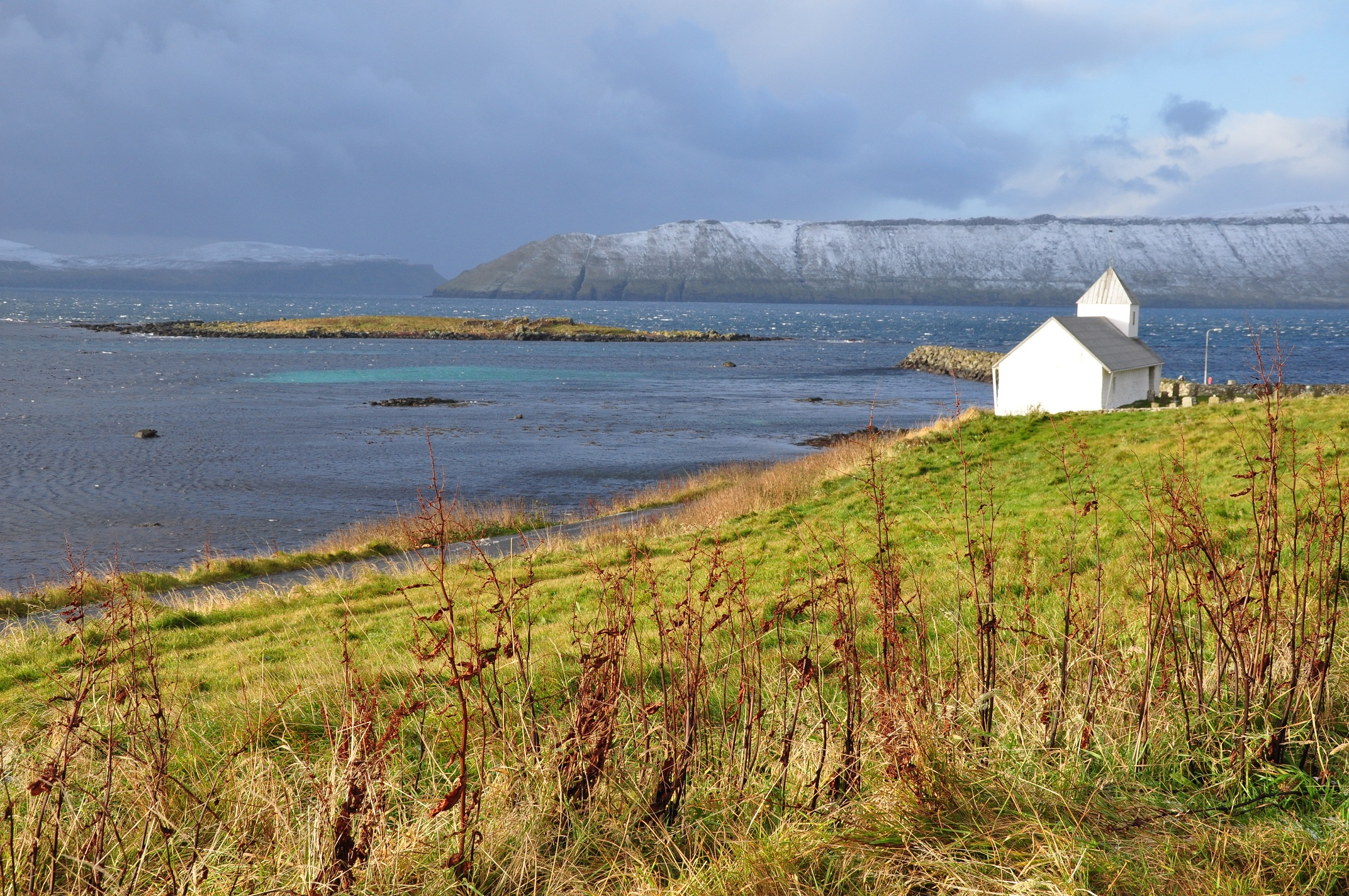
Острів Кірк'юбохольмур та церква Святого Олава. Острів Хестур вдалині
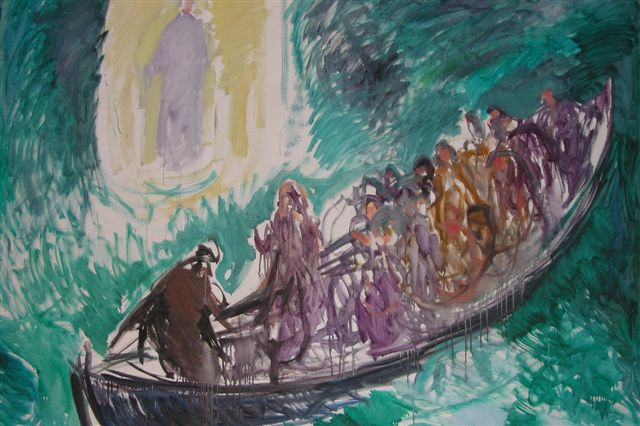
Картина Самаля Йонсен-Мікінеса «Чирчубевур» у церкві Святого Олафа
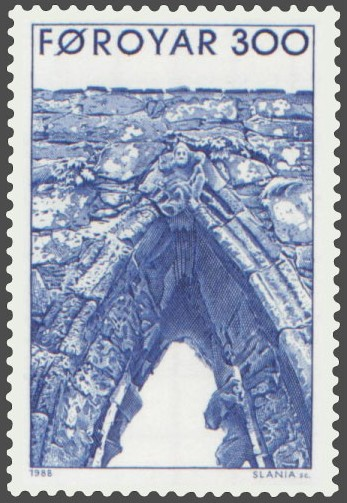
Деталь руїн собору Магнуса